# 森万由子
森 万由子（もり まゆこ、1995年〈平成7年〉4月11日 - ）は、鹿児島県を拠点に活躍する日本のフリーアナウンサー。株式会社オービジョンかごしまぐるり経営企画部部長。元MBC南日本放送のアナウンサー。

## 略歴

### 幼少期
鹿児島県鹿児島市出身。姉がいる。
森の家は週末になると、手土産の焼酎を持参して、親戚ぐるみで大隅半島にある祖母の家に集まる事が多く、祖母の家には町中から人が集まり約50人で夕食を取る事もあった。天気の良い夜は、歩いて50メートルの海岸でレジャーシートを引き、祖母の家の近くにある白玉醸造の焼酎「白玉の露」や、同じ大隅半島にある岩川醸造の焼酎「おやっとさぁ」を大人が飲む中で、森は食事をしていた。
種子島に住んでいた事があり、その頃は川に遊びに行ったり、ロケットの発射を近くで観たりし、びっちょやニガ竹をよく食べていた。カツオ漁業や鰹節が基幹産業でもある枕崎市にも住んでいた事があり、カツオの匂いも慣れれば楽勝だと感じていた。
2004年（平成16年）、『ウォッチ!かごしま』での夏休み特別企画として、鹿児島県の子供が番組に出演してアナウンサーの体験をする、子供アナウンサーのコーナーに小学生だった森が出演し、番組レギュラーの野口たくおと共演する。2008年（平成20年）公開の映画『チェスト!』の撮影にも参加し、脇役として少しだけ出演した。

### モデル時代
2008年（平成20年）、公立の中学校に進学。
小学3年生から愛読していたファッション雑誌の『ラブベリー』が、小学6年生から中学3年生までの専属女性ファッションモデル「ラブベリーナ」を募集しており、以前からそのオーディションに参加したかった森は、オーディションの季節になると母親に相談していたものの冗談だと思われていた。ある日、さりげなく親に「オーディション受けていいかな」と言ったところ「落ちるだろうからいいよ」と承諾を得る事が出来、2008年（平成20年）の第7回目に初参加。
特別賞を受賞し、専属モデルとなりNEXT GENERATIONのメンバーとしてヴィジョンファクトリーに所属。モリマユの愛称で親しまれる。ラブベリーナとしての仕事の際の交通費は、地方在住者でも編集部が負担したため、鹿児島の実家で家族と暮らしつつ、東京やユニバーサル・スタジオ・ジャパンなどでの撮影のため、学校から帰ってきてから飛行機に乗り仕事へ向かっていた。
学校行事やテストなどの学業を優先して貰え、習字を習ったり、漢字検定や英語検定を受けたりもしていた。部活動は吹奏楽部に所属して楽器はパーカッションを担当し、鉄琴、タンバリン、トライアングル、シンバル、スネアドラム、ティンパニを演奏し、部の成績は銀と銅だった。2010年（平成22年）からは、危機感を感じ学習塾へ週4回から6回通い、長崎県への修学旅行にも参加。
中学を卒業する2011年（平成23年）まで専属モデルを務め、『ラブベリー』の編集スタッフからは「どんな事にも一生懸命に取り組む姿勢と、表情の豊かさに定評がある」と評された。

### 大学時代
鹿児島県立甲南高等学校を卒業した後、2014年（平成26年）に鹿児島大学法文学部人文学科へ入学。「メディアと現代文化コース」を選考してマスコミ論などを学ぶ。在学中は、ドイツに行くためドイツ語の勉強に励み、ミュンヘン大学に短期留学したほか、「進取の精神グローバル人材育成プログラム（P-SEG）」を利用し、韓国の高麗大学校で日韓関係について学び、高麗大学校の学生と北朝鮮の国境を訪れた。大学ではバンドのサークル活動に所属。
在学中には、浜崎美保なども所属していた鹿児島観光ガイド「薩摩こんしぇるじゅ。」に19歳からアルバイトで参加。
観光地である天文館や神社などに客を案内した後、居酒屋へ案内し黒じょかで焼酎を飲んで貰う仕事だった。歴史についての堅い内容を観光地で緊張して聞いていた客が、焼酎を飲むと一気に打ち解け楽しい会話に変わる瞬間が嬉しかったが、森はまだ飲めない未成年だったため、お薦めの焼酎を聞かれてもどれが良いか思うようにはっきり答えられない事で、仕事を全うできていないと悔しく思い、焼酎のことを勉強。焼酎の事を多くの者から教えて貰う中で、ミス薩摩焼酎を募集していると教えて貰い、ミス薩摩焼酎に応募。2015年（平成27年）11月に初代ミス薩摩焼酎となる。
ミス薩摩焼酎としての1年間の任期の間、2016年（平成28年）7月9日、「海の安全推進室」を同年4月に新設した第十管区海上保安本部により、遊泳中の事故防止を呼び掛ける「海の安全推進ガール」に、鹿児島市の十管本部で行われた任命式において任命される。同年11月9日には、秋季全国火災予防運動に合わせ、一日消防長に任命され、南さつま市内の16業者が参加して3人一組でホースを伸ばし、放水する正確性やタイムなどを競う屋内消火栓競技大会を見守り、表彰式では南さつま市内7社の焼酎を手渡した。
アナウンサーは、ずっとなりたいと思っていた職業のひとつであると同時に、みんな明るく社交的に見えるテレビの中のアナウンサーは、決して社交的ではない己には遠い存在に思え、己には向いていないだろうとも思っていた。しかし、実際にマスコミの現場で働く者が講師を務めるマスコミ論の講義で、どんな人物がマスコミに向いているのか講師に尋ねたところ「色々な状況の人に話を聞く仕事だから、同じ様にいろんな人がいて良い」「社交的で無い人なりの、取材する相手への寄り添い方がある」と返答された事で、不器用な己なりに転んでもまた泥臭く頑張ればいいと思うようになる。これら在学中や短期留学などでの出会いや学びを通じ、報道に携わる仕事を地元でしたいと志す。

### アナウンサー時代
2018年（平成30年）に鹿児島大学の法文学部人文学科を卒業し、南日本放送のアナウンサーとなる。
同年（平成30年）6月5日、ラジオのMBC50ニュースで初鳴きを果たす。初鳴きでは、緊張しすぎて涙を流す余裕も無かった。テレビには、6月14日の昼のニュースで初めてニュースを読む。同年7月15日、MBCニューズナウにおいて六月灯が行われている照国神社で初めてのテレビ中継を体験。同年7月21日、『飛び出せラジオin鹿児島ふるさと物産館』で初めての公開生放送を行う。
同年7月25日と26日に行われたMBC夏まつりでは、采野吉洋と共に司会を務める。同年11月2日、おはら祭の前夜祭にMBC南日本放送の踊り連として参加。同年11月17日、MBCラジオまつりに出演者として初参加。
その後、情報番組『かごしま4』で木曜と金曜の司会を務めるなど、アナウンサーとしてテレビやラジオで様々な番組にレギュラー出演し活躍。司会を務めた初のテレビ番組『かごしま4』では、ロケ中に何度取り直しとなっても笑顔を絶やさない、プロ意識の高さが好評だった。MBCバーチャルタレントみなみと共に、新商品、サービス、県からの情報、週末の天気などを紹介するテレビ番組『キニナルみなみ』では初代MCを担当した。
MBC南日本放送における業務の一環として、離島を含めた鹿児島県の様々な学校や園を訪れ、子供らに朗読も行った。
2023年（令和5年）9月30日、担当していたテレビ番組『週刊1チャンネル』とラジオ番組『青だよ!たくちゃん!』への出演を最後に、MBC南日本放送を退職しアナウンサー職を離れる。『青だよ!たくちゃん!』での最後の出演回には、卒業を知ったファンのリスナーたちが、MBCの真横にある甲突川に駆けつけた。同日の本番組終盤ではMBC南日本放送で働く夫も駆け付けた。

## 人物
英語、ドイツ語、韓国語を話す事が出来、韓国人の夫と国際結婚をした友人の結婚式では、半年前の2023年（令和5年）5月から本格的に韓国語の勉強を始め、日本語と韓国語の2か国語で司会を行った。担当したラジオ番組「やくしまじかん」では、屋久島検定にも挑戦。
特技は書道。趣味はサーフィン、キャンプ、釣り、陶芸、旅行、季節の花を鑑賞し、季節の食べ物を食べる事。2022年（令和4年）8月17日放送の『てゲてゲ』では、サーフィンを教わっているインストラクターの親子と共に出演し、サーフィンを披露。普段はウェイクボードなどのマリンスポーツにも挑戦している。
鹿児島県は、焼酎、刺身、温泉、自然の多いところが気に入っており、休日は海や山などの遊び場が多くあるところで過ごしたり、深夜番組のラジオ番組を聴いたり、その時の気分に合った楽曲を探して聴く事も少なくない。ライブは藤井風やキリンジなどを鑑賞している。ポストカードやチラシなど気に入った紙を収集する事や、実家で飼っている2匹のネコも好きである。
おばあさん、お母さんと代々引き継いできた大島紬を着てMBC南日本放送の番組に出演した事もあり、和服を愛し、料理した食事が全て美味しく、惜しみない愛情をくれる母を尊敬している。
2021年（令和3年）12月、MBC南日本放送で働く男性と結婚。家庭円満を保つため、お互い好きな歌手や好きなアニメなどの推しグッズの課金は過度に干渉しない事、夫はアイドルやシティ・ポップが好きなため、自身の好きな音楽も含め互いに新譜のプレゼンテーションを行う事、自宅には定期的に他人を呼ぶようにする事を心掛けている。
モデルをやっていた中学生の頃は、ラブベリーナ同士で原宿や渋谷区などへも行き、お互いにラブベリーナでNEXT GENERATIONのメンバーでもある朝日奈央は、その優しさから大好きだった。通っていた公立中学校は4クラスある学校で、校内では4人くらいで行動していた。数学と理科が苦手であり、運動も苦手だったが水泳は好きな子だった。中学校の職場体験学習では美容室を選択。家での勉強前には、スキマスイッチのガラナを聴いて、やる気を出していた
中学2年の頃には身長は163センチメートルあり、絶対にあきらめない性格だった当時の好きな食べ物は、肉、チーズ、マンゴーで、毎日青汁を飲み、青汁はヤクルトやミルクに混ぜて飲んだり、大きな水筒に入れてお茶のように飲んだりしていた。入浴が好きで、30分から長い時には2時間入り、風呂に入りながら寝てしまう事もあった。
テレビ番組ではバラエティ番組が好きで、アントニオ猪木のモノマネが上手くなりたい中学生だった。憧れの芸能人は、安室奈美恵、北川景子、加藤ローサ、松山ケンイチで、安室はベスト・アルバム『BEST FICTION』のDVD付きをCDショップで購入するほど好きで、安室のほかアイドリング!!!なども聴き、母親や父親と一緒に、ジャズのコンサートを聴きに行く事もあった。
中学時代は歩く事、読書、オシャレが趣味で、イオンやアミュプラザ鹿児島に足を運ぶ事が多く、月に1度ほど行くイオンでは書店や衣料品店によく行き、鹿児島の代表的な繁華街である天文館では、タカプラによく行った。
中学時代の好きなキャラクターはハローキティ、ぞうのエルマーで、山形屋で祖母の洋服を買った際、森の携帯電話に付けられていたバナ夫を目にした店員からサービスで貰った、背中のボタンを押すとレナウンのCM曲「ワンサカ娘」が流れる、女性の姿のストラップ「歌う♪ワンサカ娘'08ストラップ」を、普段付けていた。
高校時代は、放課後に友人とESSで英語ディベイトもしていた。
大学時代の頃から、旅行や登山が好きだった。観光ガイド「薩摩こんしぇるじゅ。」での、焼酎文化が好きで北海道から鹿児島に移住した憧れの先輩が、濱田酒造の焼酎「紫の赤兎馬」を好んで飲んでいたため、20歳の誕生日に初めて「紫の赤兎馬」を、先輩が美味いと言っていたお湯割りで飲んだが、初めて飲んだ焼酎は酔いが先にきて、美味しさは分からなかった。ミス薩摩焼酎に就任してからは、1年間に100銘柄は飲んだ。ミス薩摩焼酎の副賞で貰った本格焼酎1年分は、ミス薩摩焼酎で履きなれないハイヒールを履き疲れて帰宅した後、一番リラックス効果があると聞いたお湯割りで毎晩晩酌をしていた。森がミス薩摩焼酎に就任した事で、飲み会では大学でのバンドのサークル活動仲間が率先して焼酎を飲むようになり、飲み代を安く抑えるため焼酎をボトルキープして皆で飲んでいた。

## 出演

### テレビ番組
- かごしま4[注釈 12]（2020年〈令和2年〉3月4日 - 2021年〈令和3年〉3月26日）
- キニナルみなみ[注釈 13]（2023年〈令和5年〉4月7日 - 2023年〈令和5年〉9月29日[46]）
- 週刊1チャンネル[注釈 14]（2023年〈令和5年〉4月1日 - 2023年〈令和5年〉9月30日）
- MBCニュース（2018年〈平成30年〉6月14日 - ）

### ラジオ番組
- 私たちの作文[注釈 15]（2019年〈令和元年〉 - 2023年〈令和5年〉9月30日）
- やくしまじかん[注釈 16]（2018年〈平成30年〉10月6日[20] - 2019年〈平成31年〉3月31日、2022年〈令和4年〉4月2日 - 2023年〈令和5年〉9月30日）
- ゆうぐれエクスプレス[注釈 17]（2022年〈令和4年〉10月7日 - 2023年〈令和5年〉9月27日）
- 青だよ!たくちゃん!（2023年〈令和5年〉4月1日 - 2023年〈令和5年〉9月30日）、3代目アシスタント
- MBC50ニュース（2018年〈平成30年〉6月5日 - 2023年〈令和5年〉9月）

## 書籍

### 雑誌
- ラブベリー（2008年〈平成20年〉 - 2011年〈平成23年〉、徳間書店） - 専属モデル